# Дьявольский груз (фильм, 1948)
«Дьявольский груз» (англ. Devil's Cargo) — детективный фильм с элементами комедии режиссёра Джона Ф. Линка — старшего, который вышел на экраны в 1948 году.
Это четырнадцатый из шестнадцати фильмов в цикле о частном детективе по прозвищу Сокол, снятых в 1940-х годах, и первый из трёх фильмов компании Film Classics, в которой роль Сокола сыграл фокусник и актёр Джон Калверт.
В этом фильме к Соколу обращается некто Рамон Дельгадо (Пол Мэрион) с просьбой помочь в деле, где он якобы убил любовника своей жены. Сокол сомневается в виновности Дельгадо и при содействии инспектора полиции Харди (Роско Карнс) начинает расследование, в ходе которого подозреваемыми оказываются партнёр убитого по бизнесу Джонни Морелло (Лайл Тэлбот), жена Марго (Рошель Хадсон), а также адвокат Томас Мэллон (Теодор фон Елтц). После гибели от взрыва одного из наёмных бандитов и отравления в камере самого Дельгадо Сокол выходит на истинного преступника и разоблачает его.
Сокола в этом фильме в первоначальном варианте картины звали Майкл Уэринг, после чего в переозвученной версии его фамилию изменили на Уотлинг.
Фильм получил невысокие оценки критики из-за дешевизны постановки и невыразительной режиссуры, при этом сама история и игра Джона Калверта были оценены достаточно высоко, хотя и не столь высоко, как игра его предшественников Джорджа Сандерса и Тома Конуэя.

## Сюжет
Вечером в одном из богатых домов Лос-Анджелеса происходит убийство, и прямо над трупом два человека, лиц которых не видно, о чём-то договариваются друг с другом. Этим же вечером газеты сообщают, что убитым является бизнесмен Брюс «Лаки» Конрой. Вскоре после этого Рамон Дельгадо (Пол Мэрион) кладёт запакованную коробку в камеру хранения боулинга. Оттуда он направляется в банк, где оформляет депозитную ячейку. Всё это время за Дельгадо следит бандит по имени Нага (Том Кеннеди). Затем Дельгадо встречается с Майклом Уотлингом, он же Сокол (Джон Калверт), рассказывая, что убил Конроя в порыве ярости из-за того, что тот завёл роман с его женой Марго (Рошель Хадсон). Он говорит, что намерен сдаться властям, но уверен, что его оправдают. Перед уходом Дельгадо передает Майклу на хранение ключ и платит ему 500 долларов, добавляя, что если его немедленно выпустят из тюрьмы, то он заберёт ключ обратно. Если нет, он хочет, чтобы ключ передали тому, кто станет его адвокатом.
Лейтенант полиции Харди (Роско Карнс) допрашивает по делу об убийстве Конроя его делового партнера, Джонни Морелло (Лайл Тэлбот). В этот момент ему по телефону звонит Майкл, вызывая к себе, чтобы тот задержал Дельгадо. Нага сообщает своему боссу, что Дельгадо увезли в полицейский участок. Заинтересовавшись этим делом, Майкл под видом страхового агента решает поговорить с Марго. Она быстро понимает, кто Майкл такой, и рассказывает ему, что они с Конроем были просто друзьями и что её муж сумасшедший. Когда Дельгадо доставляют в участок, там появляется адвокат Томас Мэллон (Теодор фон Елтц), объявляющий, что будет представлять интересы Дельгадо без оплаты и по собственной инициативе, после чего советует своему клиенту не подписывать признание. Тем временем в клубе «Фламинго» Марго встречается с Морелло, и из их разговора становится ясно, что они подозревали друг друга в организации убийства Дельгадо. При встрече с Мэллоном Майкл высказывает предположение, что, возможно, Дельгадо не никого не убивал, добавляя, что ему ничего рассказать адвокату. Нага находит Майкла в мастерской по изготовлению ключей, где тот пытается выяснить что-либо о ключе, полученном от Дельгадо. Угрожая пистолетом, Нага отбирает ключ, и Майкл охотно отдаёт его, считая, что это лучший способ выяснить, какую дверь этот ключ открывает. Затем Майкл незаметно следует за Нагой в боулинг, где тот открывает шкафчик камеры хранения, что приводит к мощному взрыву. В результате Нага погибает, а Майкл получает сотрясение мозга и оказывается в больнице, но вскоре выходит.
Лейтенант Харди и Майкл приезжают в камеру к Дельгадо, чтобы выяснить историю ключа, однако обнаруживают Дельгадо мёртвым. Коронер устанавливает, что тот умер от отравления. Среди вещей Дельгадо находят ключ от банковской ячейки, а также письмо от Мэллона, доставленное в день смерти, в котором адвокат просит подписать и вернуть документ, на основании которого он будет представлять его интересы. Той же ночью Майкл тайно проникает в офис Мэллона, где находит подписанную Дельгадо бумагу. При появлении адвоката Майкл говорит ему, что бомба предназначалась ему, так как в случае осуждения Дельгадо Майкл должен был бы передать ключ адвокату. Позже Майкл, Марго, Харди и официальный представитель по наследственным делам встречаются в банке, чтобы открыть депозитную ячейку Дельгадо, в которой Марго находит конверт с 24 500 долларами. Майкл приходит к Морелло, обвиняя его в том, что он заплатил Дельгадо за убийство Конроя, чтобы полностью завладеть совместным бизнесом, однако Морелло отвергает все обвинения. Затем Майкл навещает Марго с просьбой показать одежду её мужа, однако та уже отдала её Армии спасения. На складе Армии Майкл находит спрятанный в подошве ботинка документ за подписью Мэллона с признанием, что это он убил Конроя и нанял Дельгадо, чтобы тот взял вину на себя.
Когда Майкл и Марго выходят со склада, он говорит, что за ними следят. Детектив просит Марго позвонить Харди и попросить его приехать в офис Мэллона. При встрече у адвоката Майкл обвиняет того в убийстве Конроя из-за нежелания выплачивать ему карточный долг. Майкл разъясняет, что письменное признание Мэллона было гарантией для Дельгадо на тот случай, если его не оправдают по причине совершения убийства «в состоянии аффекта». Но Дельгадо не знал, что Мэллон решил убить и его. Мэллон нанёс яд на клейкую полосу обратного конверта, присланного им Дельгадо, и когда тот лизнул её, чтобы запечатать, то умер. Мэллон наставляет пистолет на Майкла, а Марго рассказывает, что у неё не было отношений с Конроем, но она всё это время была напарницей Мэллона и не позвонила в полицию, когда Майкл попросил об этом. Но оказывается, Майкл сам вызвал Харди, и вскоре прибывает полиция. Мэллон, стреляя в Харди, случайно попадает в Марго, а затем Харди арестовывает его. Майкл объясняет, что по стечению обстоятельств Дельгадо пришёл поговорить с Конроем о его отношениях с Марго в тот момент, когда Мэллон выходил от Конроя. Быстро сориентировавшись в ситуации, Мэллон предложил Дельгадо 25 тысяч долларов за то, чтобы тот сознается в убийстве Конроя.

## В ролях
- Джон Калверт — Майкл «Сокол» Уотлинг (Уэринг)
- Рошель Хадсон — Марго Дельгадо
- Роско Карнс — лейтенант Харди
- Лайл Тэлбот — Джонни Морелло
- Теодор фон Елтц — Томас Мэллон
- Майкл Марк — капитан Армии спасения
- Том Кеннеди — Нага, бандит, который следит за Дельгадо
- Пол Мэрион — Рамон Дельгадо
- Пол Риган — Берни Хортон
- Юла Гай — миссис Мёрфи, домохозяйка
- Кристин Ларсон — медсестра
- Уолтер Содерлинг — коронер
- Питер Майкл — мистер Уортингтон
- Фред Коби — Фред

## История создания фильма
Это четырнадцатый из шестнадцати фильмов киносерии о Соколе, и первый из трёх, который выпустила малобюджетная компания Film Classics.
Главную роль впервые исполнил профессиональный фокусник Джон Калверт, который сыграл Сокола и в двух последних фильмах сериала — «Встреча с убийцей» (1948) и «В поисках опасности» (1949).
Историк кино Стив Льюис написал, что «персонажа, которого сыграл Калверт, по-видимому, звали Майкл Уотлинг, а не Майкл Уэринг, и на данный момент никто, кажется, не знает, почему». Как в этой связи поясняет Беккер, «в большинстве ныне существующих копий трёх последних фильмов о Соколе имя главного героя звучит как „Майкл Уотлинг“, которое в звуковой дорожке наложено вместо имени „Майкл Уэринг“. Вероятно, это было связано с тем, что возникли проблемы с правами на имя „Уэринг“, которое с 1943 года использовалось в радиосериале о Соколе».
В одной из сцен фильма, когда в квартире Майкла он и Дельгадо ожидают прибытия полиции, Дельгадо замечает фотографию фокусника Джона Калверта, которого Майкл описывает как «не очень хорошего», а затем начинает показывать Дельгадо фокусы. При этом Дельгадо обращает внимание на поразительное внешнее сходство лиц Калверта и Майкла.
Фильм съёмки фильма проходили в декабре 1947 года на Universal Studios. Фильм вышел на экраны 1 апреля 1948 года.
Рабочее название этого фильма — «Неписаный закон» (англ. The Unwritten Law).

## Оценка фильма критикой
По мнению историка кино Дерека Виннерта, «это слабый, ультрадешёвый по визуальному ряду фильм киностудии „бедного ряда“, в котором слабая детективная интрига сочетается с эффектной игрой Калверта и появлением его собаки».
Журнал TV Guide в своей рецензии охарактеризовал фильм как «легковесный», добавив, что «лучшее, что можно сказать об этом фильме, — это то, что местами он приближается по качеству к фильмам Конуэя».
Как написал киновед Стив Льюис, «несмотря на некоторые довольно низкие производственные качества, сама детективная история получается более чем достойной. Другими словами, в этом фильме действительно есть смысл, и когда все кусочки разложены на столе, они действительно подходят друг другу». По его мнению, в роли Сокола Калверт не может сравниться ни с Джорджем Сандерсом, ни Томом Конуэем, «но если бы это был первый фильм в сериале, никто из тех, кто посмотрел этот фильм, не потребовал бы возврата своих денег».